# 希格蘭霍姆 (阿拉巴馬州)
希格蘭霍姆（英語：Highland Home）是一個位於美國阿拉巴馬州克倫肖縣的非建制地區。該地的面積和人口皆未知。

## 地理
希格蘭霍姆的座標為31°57′13″N 86°18′50″W / 31.95361°N 86.31388°W，而該地最高點為海拔高度180米（即591英尺）。